# Adolf Johann Otto von Wickede

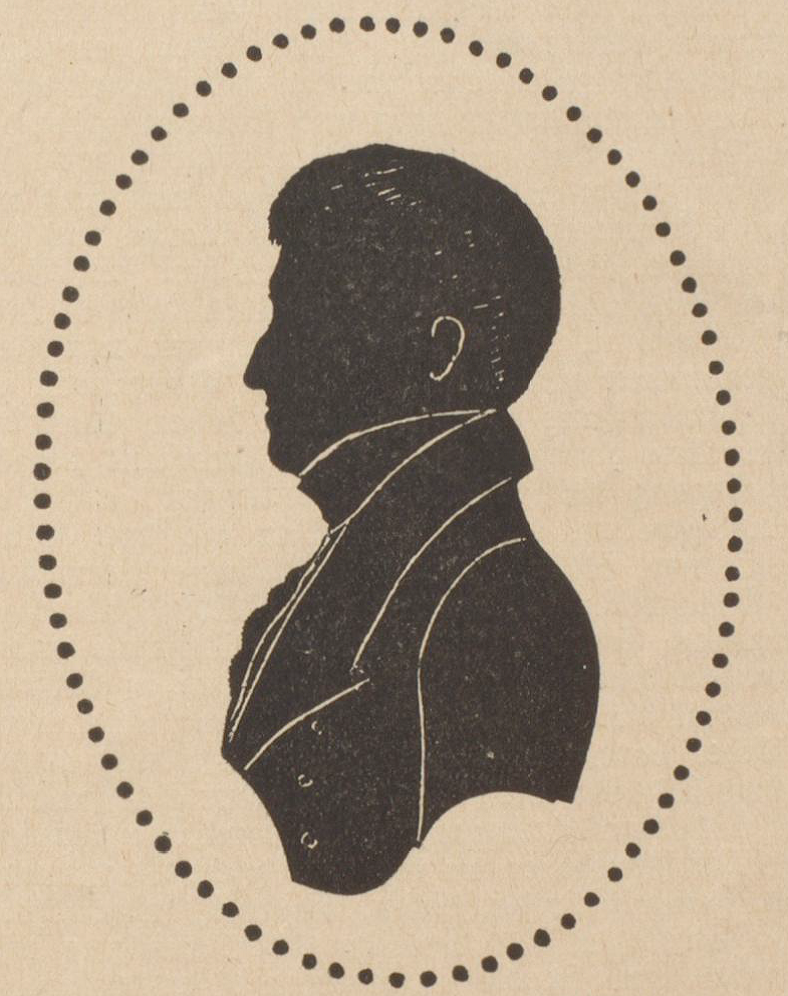
Silhouette des Adolf Johann Otto von Wickede

Adolf Johann Otto von Wickede (* 15. Juli 1785 auf dem Domhof Ratzeburg; † 14. März 1853 ebenda) war ein deutscher Forstbeamter und Vermesser.

## Leben
Adolf Johann Otto von Wickede war Sohn des Drosten im Fürstentum Ratzeburg Nicolaus Otto von Wickede. Wickede studierte ab 1801 Forstwesen an der im selben Jahr unter Johann Matthäus Bechstein gegründeten thüringischen Forstakademie Dreißigacker auf Schloss Dreißigacker bei Meiningen. Er wurde 1802 Hof- und Jagdjunker in Sachsen-Meiningen und 1804 Mitglied der Gesellschaft der Forst- und Jagdkunde in Dreißigacker. 1805 wurde er Forstjunker im Forst-Departement und Assessor im Ratzeburger Kammerkollegium, der Regierung dieser Exklave des Herzogtums Mecklenburg-Strelitz. Wickede führte die Vermessung der Feldmark des Fürstentums Ratzeburg durch; in diesem Zuge entstanden mehr als 200 Karten und Pläne.
Er wurde 1838 Mitglied des Vereins für mecklenburgische Geschichte und Altertumskunde.

## Schriften
- Versuch einer Waldtaxation und Eintheilung nach mathematischen Grundsätzen, Hamburg: Bohn 1815 Digitalisat